# Finale de la Coupe d'Europe des vainqueurs de coupe 1990-1991
La finale de la Coupe d'Europe des vainqueurs de coupe 1990-1991 est la 31e finale de la Coupe d'Europe des vainqueurs de coupe, organisée par l'UEFA. Ce match de football a lieu le 15 mai 1991 au Stadion Feijenoord de Rotterdam, aux Pays-Bas.
Elle oppose l'équipe anglaise de Manchester United aux Espagnols du FC Barcelone. Le match se termine par une victoire des Mancuniens sur le score de 2 buts à 1, ce qui constitue leur premier sacre dans la compétition ainsi que leur deuxième titre européen après leur victoire en Coupe des clubs champions en 1968.
Vainqueur de la finale, Manchester United est à ce titre qualifié pour la Supercoupe d'Europe 1991 contre l'Étoile rouge de Belgrade, vainqueur de la finale de la Coupe des clubs champions européens.

## Parcours des finalistes
Note : dans les résultats ci-dessous, le score du finaliste est toujours donné en premier (D : domicile ; E : extérieur).
| Manchester United | Manchester United | Manchester United | Manchester United |                     | FC Barcelone   | FC Barcelone | FC Barcelone | FC Barcelone |
| ----------------- | ----------------- | ----------------- | ----------------- | ------------------- | -------------- | ------------ | ------------ | ------------ |
| Adversaire        | Total             | Aller             | Retour            | Tour                | Adversaire     | Total        | Aller        | Retour       |
| Pécsi Mecsek      | 3 - 0             | 2 - 0 (D)         | 1 - 0 (E)         | Seizièmes de finale | Trabzonspor    | 7 - 3        | 0 - 1 (E)    | 7 - 2 (D)    |
| Wrexham FC        | 5 - 0             | 3 - 0 (D)         | 2 - 0 (E)         | Huitièmes de finale | Fram Reykjavik | 5 - 1        | 2 - 1 (E)    | 3 - 0 (D)    |
| Montpellier HSC   | 3 - 1             | 1 - 1 (D)         | 2 - 0 (E)         | Quarts de finale    | Dynamo Kiev    | 4 - 3        | 3 - 2 (E)    | 1 - 1 (D)    |
| Legia Varsovie    | 4 - 2             | 3 - 1 (E)         | 1 - 1 (D)         | Demi-finales        | Juventus FC    | 3 - 2        | 3 - 1 (D)    | 0 - 1 (E)    |

## Match
| ·             |                   |  |
| Titulaires :  |                   |  |
|               |                   |  |
| 1             | Les Sealey (en)   |  |
| 2             | Denis Irwin       |  |
| 3             | Clayton Blackmore |  |
| 4             | Steve Bruce       |  |
| 5             | Mike Phelan       |  |
| 6             | Gary Pallister    |  |
| 7             | Bryan Robson      |  |
| 8             | Paul Ince         |  |
| 9             | Brian McClair     |  |
| 10            | Mark Hughes       |  |
| 11            | Lee Sharpe        |  |
|               |                   |  |
| Remplaçants : |                   |  |
| 12            | Mal Donaghy       |  |
| 13            | Gary Walsh (en)   |  |
| 14            | Neil Webb         |  |
| 15            | Mark Robins       |  |
| 16            | Danny Wallace     |  |
|               |                   |  |
| Entraîneur :  |                   |  |
| Alex Ferguson |                   |  |

| ·             |                     |     |
| Titulaires :  |                     |     |
|               |                     |     |
| 1             | Carles Busquets     |     |
| 2             | Nando               |     |
| 3             | José Ramón Alexanko | 72e |
| 4             | Ronald Koeman       |     |
| 5             | Albert Ferrer       |     |
| 6             | José Mari Bakero    |     |
| 7             | Andoni Goikoetxea   |     |
| 8             | Eusebio             |     |
| 9             | Julio Salinas       |     |
| 10            | Michael Laudrup     |     |
| 11            | Txiki Begiristain   |     |
|               |                     |     |
| Remplaçants : |                     |     |
| 12            | Jesús Angoy         |     |
| 13            | Miquel Soler        |     |
| 14            | Ricardo Serna       |     |
| 15            | Sebastián Herrera   |     |
| 16            | Antonio Pinilla     | 72e |
|               |                     |     |
| Entraîneur :  |                     |     |
| Johan Cruyff  |                     |     |

| ·             |                   |  |
| Titulaires :  |                   |  |
|               |                   |  |
| 1             | Les Sealey (en)   |  |
| 2             | Denis Irwin       |  |
| 3             | Clayton Blackmore |  |
| 4             | Steve Bruce       |  |
| 5             | Mike Phelan       |  |
| 6             | Gary Pallister    |  |
| 7             | Bryan Robson      |  |
| 8             | Paul Ince         |  |
| 9             | Brian McClair     |  |
| 10            | Mark Hughes       |  |
| 11            | Lee Sharpe        |  |
|               |                   |  |
| Remplaçants : |                   |  |
| 12            | Mal Donaghy       |  |
| 13            | Gary Walsh (en)   |  |
| 14            | Neil Webb         |  |
| 15            | Mark Robins       |  |
| 16            | Danny Wallace     |  |
|               |                   |  |
| Entraîneur :  |                   |  |
| Alex Ferguson |                   |  |

| ·             |                     |     |
| Titulaires :  |                     |     |
|               |                     |     |
| 1             | Carles Busquets     |     |
| 2             | Nando               |     |
| 3             | José Ramón Alexanko | 72e |
| 4             | Ronald Koeman       |     |
| 5             | Albert Ferrer       |     |
| 6             | José Mari Bakero    |     |
| 7             | Andoni Goikoetxea   |     |
| 8             | Eusebio             |     |
| 9             | Julio Salinas       |     |
| 10            | Michael Laudrup     |     |
| 11            | Txiki Begiristain   |     |
|               |                     |     |
| Remplaçants : |                     |     |
| 12            | Jesús Angoy         |     |
| 13            | Miquel Soler        |     |
| 14            | Ricardo Serna       |     |
| 15            | Sebastián Herrera   |     |
| 16            | Antonio Pinilla     | 72e |
|               |                     |     |
| Entraîneur :  |                     |     |
| Johan Cruyff  |                     |     |